# Фут, Эндрю
Эндрю Халл Фут (англ. Andrew Hull Foote; 12 сентября 1806 — 16 июня 1863) — американский военно-морской офицер, который был отмечен за свою службу во время Гражданской войны в США, а также за его вклад в некоторые военно-морские реформы, предшествовавшие войне. Когда началась война, он был назначен командиром Западной флотилии канонерок — предшественницы речной эскадры Миссисипи. В этой должности он руководил канонерскими лодками в сражении за форт Донелсон. За свои заслуги при командовании этой флотилией Фут стал одним из первых морских офицеров, произведённых в новое тогда звание контр-адмирала.